# スタジオシリーズ
トランスフォーマー スタジオシリーズ (Transformers STUDIO SERIES) とは、トランスフォーマーの映画に登場するキャラクターをモチーフに展開される玩具シリーズである。

## 概要
「TRANSFORMERS」実写映画化を記念して同作のキャラクターを使って劇中の名場面を再現しようという試みよりなるライン。
2007年の実写映画版公開を機に、それまで行われてこなかった劇中場面の再現という手法を取り入れた商品ラインで、バックカードに映画の1シーンを採り入れた背景画像がプリントされているのが特徴である。
発売済みの製品のブラッシュアップを基本としており、ロボットモード時のスケール感を統一、初版製品には採用されていなかったギミックなどが盛り込まれることがある。一方で初版製品では連動変形していた部分が手動変形になっていたりもする。
2021年には『TRANSFORMERS THE MOVIE』公開35周年を記念して初代（G1）アニメ準拠のデザインの『ザ・ムービー版』のリリースがスタートした。これらのシリーズは映画公開が1986年だったため『スタジオシリーズ86』とも呼称されている。